# IBM System/360

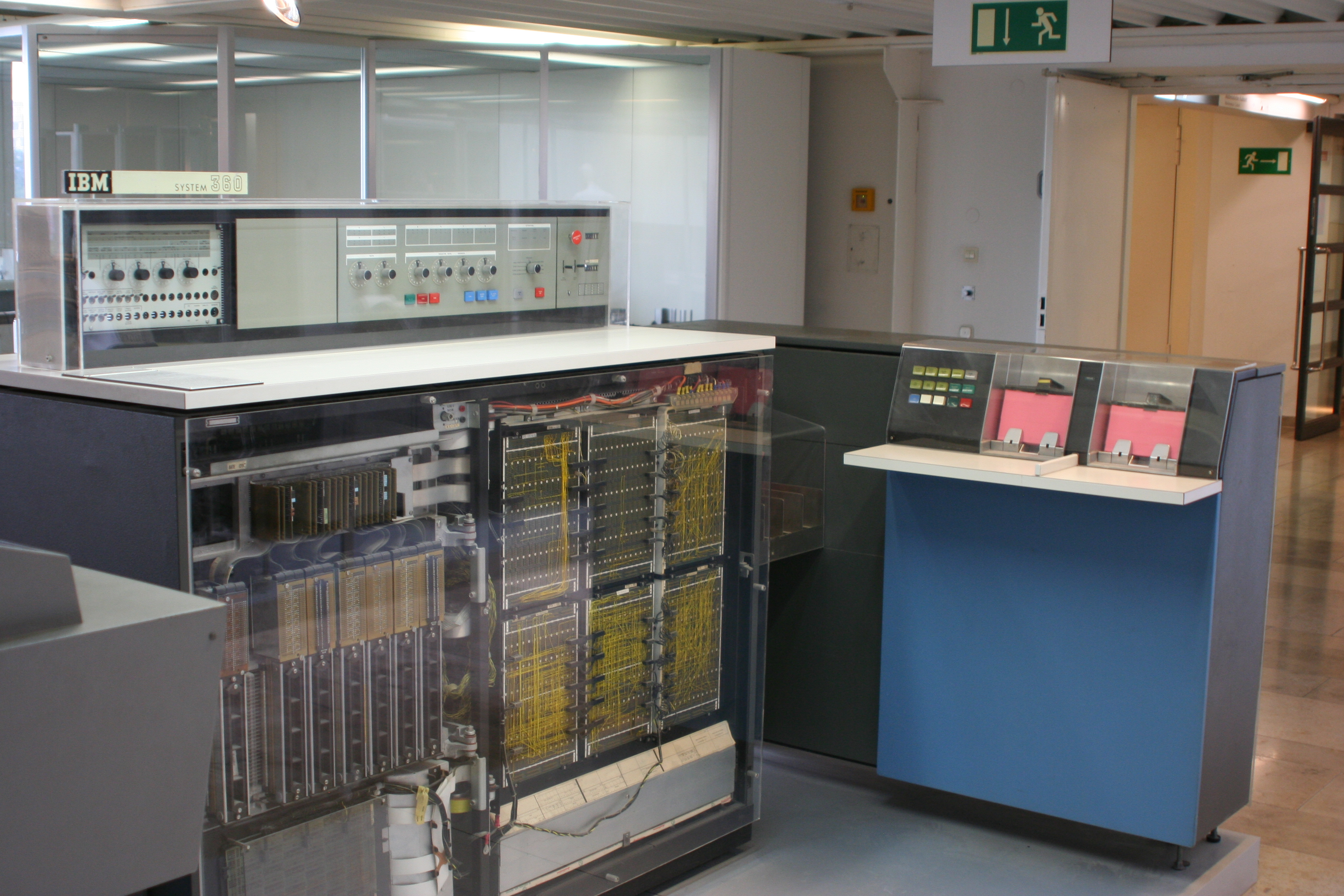
IBM System/360 Model 20

IBM System/360 (S/360) — семейство компьютеров класса мейнфреймов, которое было анонсировано 7 апреля 1964 года. Это был первый ряд компьютеров, в котором проводилось чёткое различие между архитектурой и реализацией. ЭВМ моделей 360/370 были самыми распространёнными компьютерными системами в крупных компаниях в конце 1960-х и 1970-е годы.
Затраты на разработку System/360 составили около 5 млрд долларов США (что соответствует 30 млрд в ценах 2005 г.). Таким образом, это был второй по стоимости проект НИОКР 1960-х годов после программы «Аполлон».

## Ключевые характеристики
В отличие от отраслевой практики того времени, IBM создала единую серию компьютеров, использующих один и тот же набор команд и одинаковые интерфейсы для подключения стандартных периферийных устройств. Линейка моделей покрывала почти любые потребности крупных организаций. Это позволяло заказчику использовать сначала недорогую модель, после чего с ростом компании обновиться до более крупной системы без необходимости переписывать программное обеспечение. До появления System/360 в деловых и научных приложениях использовались разные компьютеры с разными наборами команд и операционными системами, разными периферийными устройствами. Для обеспечения совместимости IBM впервые применила технологию микрокода, который применялся во всех моделях серии (с отдельными исключениями в самых старших моделях).
Эта гибкость и одновременно стандартизация значительно снизили стоимость владения ЭВМ для клиентов, несмотря на высокую цену самих компьютеров. Распространение System/360 в качестве отраслевого стандарта позволило использовать одни и те же программные решения в разных компаниях.
Появление System/360 закрепило такие стандарты, как 8-битный байт (в отличие от 4 или 6 бит и байтов переменной длины), память с байтовой адресацией (в отличие от памяти с побитовой или словной адресацией), использование процессоров с микрокодированием (когда сложные команды выполняются с помощью микропрограмм, а не с помощью отдельных схем).
Шестнадцатеричная система счисления, широко применявшаяся в документации IBM/360, практически вытеснила ранее доминировавшую восьмеричную. Также IBM/360 была первой 32-разрядной компьютерной системой.
Старшие модели семейства IBM/360 и последовавшее за ними семейство IBM/370 были одними из первых компьютеров с виртуальной памятью и первыми серийными компьютерами, поддерживающими реализацию виртуальных машин.

## Список моделей серии System/360
| Модель  | Объявлена   | Поставлена    | Научные вычисления (kIPS) | Коммерческие вычисления (kIPS) | CPU Bandwidth (МБ/с) | Память bandwidth (МБ/с) | Объем памяти (в (бинарных) KB) | Примечания                                                                             |
| ------- | ----------- | ------------- | ------------------------- | ------------------------------ | -------------------- | ----------------------- | ------------------------------ | -------------------------------------------------------------------------------------- |
| 30      | апрель 1964 | июнь 1965     | 10,2                      | 29                             | 1.3                  | 0.7                     | 8-64                           |                                                                                        |
| 40      | апрель 1964 | апрель 1965   | 40                        | 75                             | 3.2                  | 0.8                     | 16-256                         |                                                                                        |
| 50      | апрель 1964 | август 1965   | 133                       | 169                            | 8.0                  | 2.0                     | 64-512                         | Поддерживает IBM 2361 Large Capacity Storage (LCS)                                     |
| 60 - 62 | апрель 1964 | никогда       |                           |                                |                      |                         |                                | Заменена Моделью 65                                                                    |
| 70      | апрель 1964 | никогда       |                           |                                |                      |                         |                                | Заменена Моделью 75                                                                    |
| 20      | ноябрь 1964 | март 1966     | 2,0                       | 2,6                            |                      |                         | 4-32                           | 16-разрядная, сегмент "low end", ограниченный, частично несовместимый набор инструкций |
| 91      | ноябрь 1964 | октябрь 1967  | 1900                      | 1800                           | 133                  | 164                     | 1,024-4,096                    |                                                                                        |
| 64 - 66 | апрель 1965 | никогда       |                           |                                |                      |                         |                                | Заменена Моделью 67                                                                    |
| 65      | апрель 1965 | ноябрь 1965   | 563                       | 567                            | 40                   | 21                      | 128-1,024                      | Поддерживает LCS                                                                       |
| 75      | апрель 1965 | январь 1966   | 940                       | 670                            | 41                   | 43                      | 256-1,024                      | Поддерживает LCS                                                                       |
| 67      | август 1965 | май 1966      |                           |                                | 40                   | 21                      | 512-2,048                      | Динамическая трансляция адресов для "time sharing"                                     |
| 44      | август 1965 | сентябрь 1966 | 118                       | 185                            | 16                   | 4.0                     | 32-256                         | Предназначена для научных вычислений                                                   |
| 95      | спецзаказ   | февраль 1968  | ~ 3800                    | ~ 3600                         | 133                  | 711                     | 5,220                          | Производительность оценивается как 2× Модель 91 по Pugh p. 394                         |
| 25      | январь 1968 | октябрь 1968  | 9,7                       | 25                             | 1.1                  | 2.2                     | 16-48                          |                                                                                        |
| 85      | январь 1968 | декабрь 1969  | 3245                      | 3418                           | 100                  | 67                      | 512-4,096                      | 16-32 КБ кеш-памяти, расширенная точность операций над числами с плавающей запятой     |
| 195     | август 1969 | март 1971     | ~ 10 000                  | ~ 10 000                       | 148                  | 169                     | 1,024-4,096                    | 32 КБ IC-кеш-памяти. Производительность порядка 3× Model 85 по Pugh p. 422.            |
| 22      | апрель 1971 | июнь 1971     |                           |                                | 1.3                  | 0.7                     | 24-32                          | Заново изготовленная Модель 30                                                         |

## Наследие
Дальнейшим развитием IBM/360 стали системы 370, 390 и System z. Архитектура IBM/360 была настолько удачной, что стала де-факто промышленным стандартом вплоть до сегодняшнего дня[когда?]. Многие другие фирмы стали выпускать совместимые с IBM/360 компьютеры, например, — семейство 470 фирмы Amdahl, мейнфреймы Hitachi, UNIVAC 9200/9300/9400 и др. 
В СССР аналогом IBM/360 были машины серии ЕС ЭВМ, выпускавшиеся с 1971 года.